# Brachythele media
Espèce
Brachythele media est une espèce d'araignées mygalomorphes de la famille des Nemesiidae.

## Distribution
Cette espèce se rencontre en Slovénie, en Croatie et en Albanie.

## Description
La carapace de la femelle holotype mesure 8,3 mm de long sur 6,1 mm.
Le mâle décrit par Polenec en 1978 mesure 15 mm.

## Publication originale
- Chyzer & Kulczyński, 1897 : Araneae Hungariae. Tomus II. Academia Scientiarum Hungaricae, Budapest, p. 147-366.